# Michaela Ebert
Michaela Ebert (* 7. Juni 1997) ist eine ehemalige deutsche Radsportlerin.

## Sportliche Laufbahn
Seit 2010 betreibt Michaela Ebert Radsport. 2014 wurde sie Dritte der deutschen Meisterschaft in der Einerverfolgung, im Jahr darauf belegte sie Rang drei der nationalen Meisterschaft im 500-Meter-Zeitfahren, jeweils als Juniorin. 2016 startete sie bei den deutschen Bahnmeisterschaften in Cottbus: In der Mannschaftsverfolgung wurde sie gemeinsam mit Josefine Dreier, Jenny Hofmann und Johanna Peters deutsche Vize-Meisterin, im Scratch wurde sie Dritte.
Im selben Jahr wurde Ebert für die UEC-Bahn-Europameisterschaften 2016 der Elite im französischen Saint-Quentin-en-Yvelines nominiert. Dort feierte sie einen soliden Einstand in der Elite, als sie im Scratch Rang zehn belegte. 2017 ging sie bei den U23-Bahn-Europameisterschaften an den Start.
In der Saison 2018 gelangen ihr drei weitere Silbermedaillen bei den Deutschen Bahnmeisterschaften in Dudenhofen (Punktefahren, Mannschaftsverfolgung und Madison) sowie eine Bronzemedaille in der Mannschaftsverfolgung bei den U23-Europameisterschaften.
2019 errang Michaela Ebert mit einem Sieg im Scratch ihren ersten deutschen Meistertitel in der Elite. Zum Ende der Saison beendete sie ihre aktive Radsportlaufbahn.

## Erfolge
2018
- U23-Europameisterschaft – Mannschaftsverfolgung (mit Franziska Brauße, Lea Lin Teutenberg und Laura Süßemilch)

2019
- U23-Europameisterschaft – Mannschaftsverfolgung (mit   Franziska Brauße, Lena Charlotte Reißner und Laura Süßemilch)
- Deutsche Meisterin – Scratch